# Spud gun

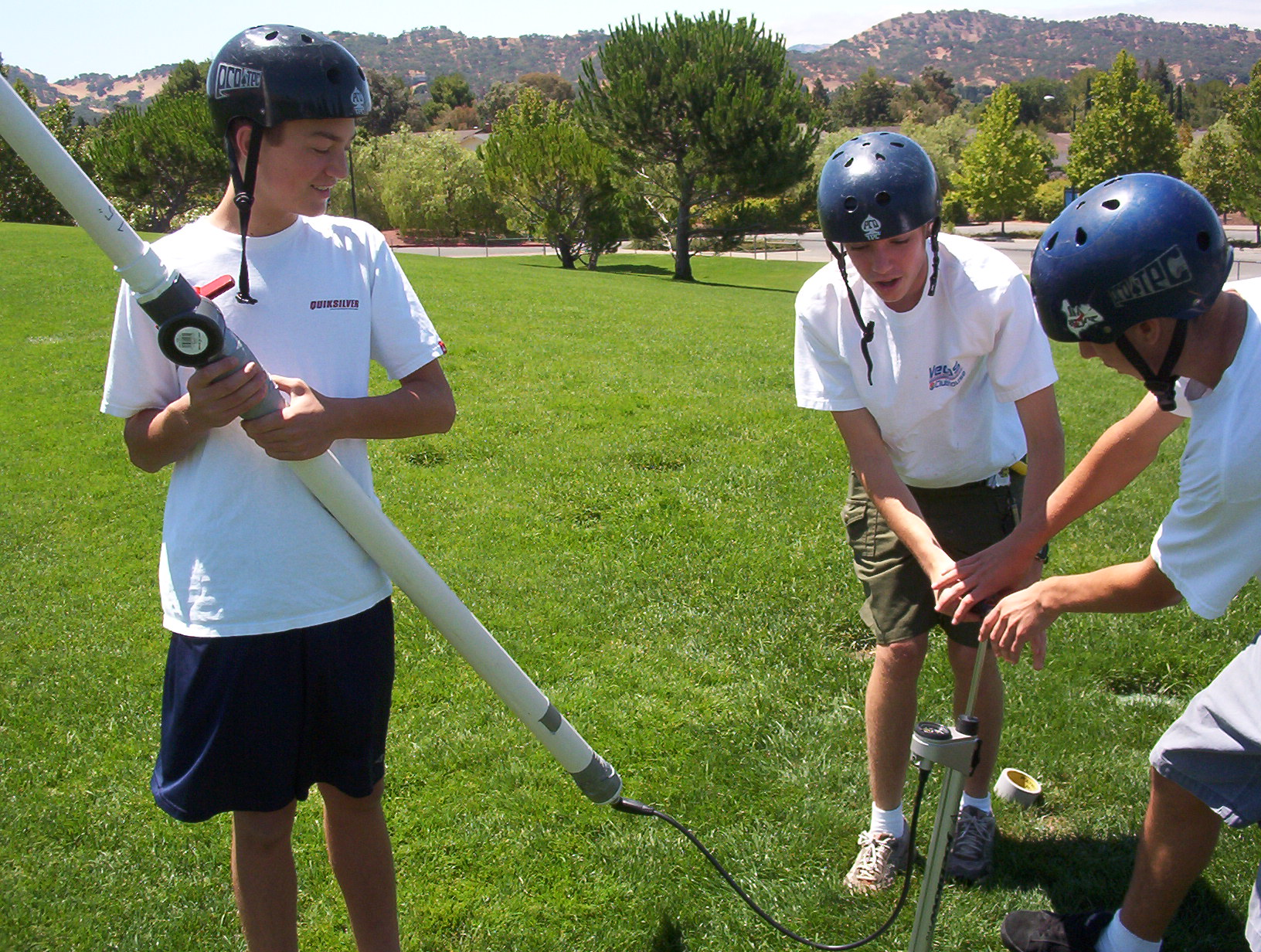
Een pneumatische spud gun

Een spud gun, pieperschieter of aardappelkanon is een eenvoudig door hobbyisten gebouwd kanon dat wordt gebruikt om projectielen zoals aardappelen en sinaasappels af te schieten. Het projectiel wordt in de loop geduwd en vervolgens weggeschoten door middel van luchtdruk of door het laten ontploffen van een gasmengsel (bijvoorbeeld deodorant of haarlak uit een spuitbus en normale lucht).

## Types
Er zijn grofweg drie typen te onderscheiden aan de hand van de methode waarop ze druk opbouwen om het projectiel af te vuren.
1. Ontbranding: Een brandbaar gas wordt in de kamer gespoten en gemengd met omgevingslucht. Als het gas en de lucht in de juiste verhouding worden gemengd zal zich een explosief gasmengsel vormen. De vonk ontsteekt het gasmengsel zodat het ontbrandt en de druk zal zeer snel stijgen, waardoor het projectiel met kracht uit de loop zal worden geduwd. Nadat de spud gun is afgevuurd zal de kamer moeten worden geventileerd en opnieuw met gas worden ingespoten om weer een volgend projectiel te kunnen afschieten. Een veel gebruikt middel is een spuitbus haarlak, met als drijfgas butaan. Bij niet ontbranden is in de regel de dosering haarlak te hoog (zie Explosiegrens).
2. Pneumatisch: Deze gebruiken perslucht of CO2 om een projectiel weg te schieten. In een pneumatische versie wordt in een luchtkamer lucht of CO2 opgeslagen, die met een kraan of ventiel aan de loop wordt toegevoerd. De druk van de samengeperste gassen zal het projectiel met kracht uit de loop duwen. Een vlinderventiel wordt vaak gebruikt maar een gasklep kan ook.
3. Hybride: Bij een hybride schieter wordt er gebruik gemaakt van zowel ontbranding en het samenpersen van gassen. Een normale combustion spud gun heeft een maximale kracht waarmee een projectiel kan worden afgeschoten omdat het gasmengsel altijd ongeveer dezelfde druk en energiedichtheid heeft. Om meer druk uit hetzelfde volume gasmengsel te krijgen zal men de gassen moeten samenpersen. Dit is dus wat er bij hybride kanonnen gebeurt. Men neemt een hoeveelheid brandbaar gas en spuit dat onder druk de kamer in totdat een bepaalde druk is bereikt. Vervolgens spuit men verder lucht bij totdat een optimaal mengsel aanwezig is. Vervolgens wordt het gasmengsel ontstoken en het kanon zal afgevuurd worden.

## Veiligheid
Spud guns zijn zeker geen speelgoed en kunnen mensen gemakkelijk verwonden of zelfs doden in bepaalde situaties. De gebruikte projectielen zijn vrij groot en kunnen gemakkelijk snelheden van tientallen tot honderden meters per seconde bereiken. De kinetische energie kan snel die van een luchtbuks of zelfs een vuurwapen overtreffen. Het is daarom erg belangrijk dat een spud gun nooit op mensen of dieren wordt gericht. Ook is het absoluut af te raden om in de loop van een spud gun te kijken, of deze nu geladen is of niet. Spud guns die worden gebouwd van simpel pvc dat niet voor druk is bedoeld kunnen exploderen als ze de druk niet aankunnen.
Opmerkelijk is dat de variant waarbij brandbaar gas wordt gebruikt niet is toegestaan, terwijl de variant pneumatiek niet is verboden in het kader van de Wet wapens en munitie (WWM). In het algemeen is het zo dat de varianten waarbij luchtdruk wordt gebruikt in de regel krachtiger zijn, en ook beter beheersbaar. De varianten met brandbare gassen zijn bij gebruik wel spectaculairder. Het is gewenst en eenvoudig te realiseren om een overdrukklep te gebruiken; een zwakkere plek in de constructie die ervoor zorgt dat bij vastlopen van het projectiel de druk in de gun niet te ver oploopt. Indien een dergelijke constructie niet gebruikt wordt, kan bij een verstopte loop een potentieel dodelijke explosie van het apparaat optreden. Een overdrukklep is eenvoudig te realiseren door een T-stuk, waarbij in de T een stuk karton is opgenomen, dat in geval van overdruk scheurt en daarmee de overdruk vrijlaat en een explosie van het kanon voorkomt.

## Spud gun in Nederland, wettelijke status
Spud guns die werken door middel van propaan zijn illegaal aangezien de Nederlandse wet een spud gun dan als vuurwapen definieert:
"vuurwapen: een voorwerp bestemd of geschikt om projectielen of stoffen door een loop af te schieten, waarvan de werking berust op het teweegbrengen van een scheikundige ontploffing of een andere scheikundige reactie" (Wet wapens en munitie, Artikel 1, onder 3)
Het voorhanden hebben van dit soort wapens (feitelijk er over beschikken) wordt door artikel 26 lid 1 WWM als verboden beschouwd en door artikel 55 en 56 WWM als misdrijf aangewezen. De sanctie die op het voorhanden hebben van een spudgun staat is maximaal 9 maanden gevangenisstraf of een geldboete van maximaal €18.500,- (artikel 55 lid 1 WWM)
Spud guns die werken door middel van luchtdruk zijn volgens de Nederlandse wet wel toegestaan.

## Projectielen
Aardappels, of anders vruchten zijn het meest gebruikt als projectiel. Als verbetering kan een zogenaamd manchet worden gebruikt dat een luchtdichte afdichting tussen projectiel en loop mogelijk maakt. Projectielen kunnen ook gegoten zijn, bijvoorbeeld uit gips of beton. In die gevallen kan een uit polystyreen geponste ronding op maat van de loop een goed manchet zijn. Een opmerkelijk projectiel is een ijsklomp, gemaakt in een gietmal van een stuk van de loop van de spudgun. Bij een dergelijk projectiel bestaat de mogelijkheid dat het vastvriest in de loop waardoor een gevaarlijke situatie ontstaat.